# Чачалака цяткована
Чачалака цяткована (Ortalis guttata) — вид куроподібних птахів родини краксових (Cracidae).

## Поширення
Мешкає в лісах на північному сході Болівії, на сході і південному сході Бразилії, сході Перу та Еквадору і в південній Колумбії.

## Опис
Птах завдовжки від 40 до 60 см і вагою від 500 до 600 г. Характеризується плямистістю на грудях, хоча забарвлення оперення змінюється залежно від підвиду.